# Leucoteia

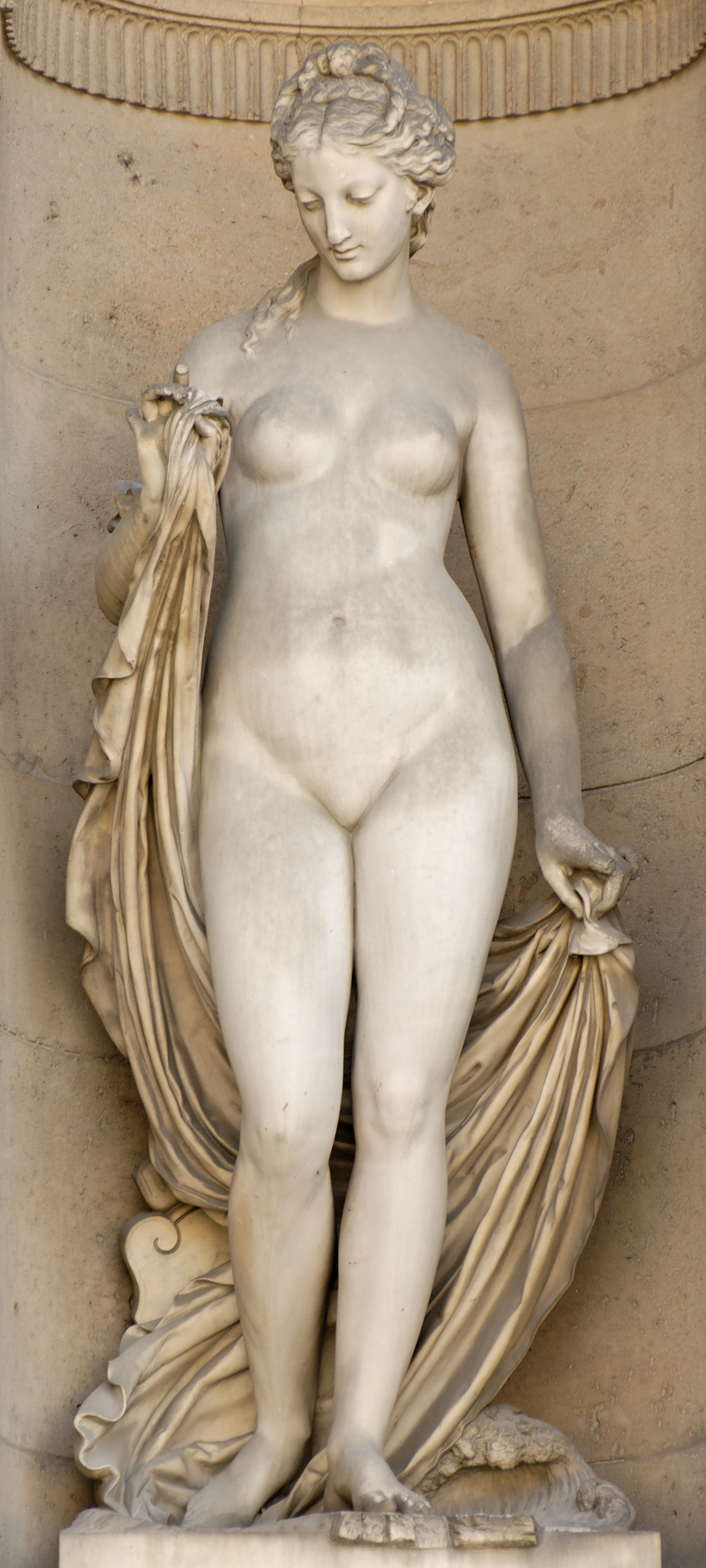
Estátua de Leucoteia por no Museu do Louvre

Leucoteia (em grego clássico: Λευκοθέα; romaniz.: Leukothéa; literalmente: "deusa branca"; deve ser entendida como "A deusa que flui na espuma do mar"}} era uma deusa do mar da mitologia grega, protetora dos marinheiros, que se manifestava sob a forma de uma ninfa transformada.

## Origem
Em tempos Leucoteia foi uma princesa mortal, Ino, uma das filhas do rei Cadmo de Tebas. Ino e o seu marido, Atamante, tiveram dois filhos, Learco e Melicertes, e atraíram a ira de Hera quando acolheram o deus Dionísio (filho ilegítimo de Sêmele, irmã de Ino, e Zeus). Como castigo, Hera envolveu Atamante numa loucura assassina e fê-lo matar Learco. Ino, então, pegou no filho mais novo para o salvar da loucura do marido e saltou com ele desde uma falésia para o mar.
De acordo com a mitologia, os deuses do Olimpo apiedaram-se deles e fizeram de ambos deuses do mar, transformando Melicertes em Palemon, o patrono dos Jogos Ístmicos, e Ino em Leucoteia, a deusa branca e protetora dos marinheiros. Noutras versões do mito, é Ino quem enlouquece ou até mesmo os dois.
Mas Vênus, comovida com a pena injusta,/dirige ao tio branda prece: “Ó deus dos mares,/Netuno, a quem cabe o poder depois do céu,/grande é o que te peço, apieda-te dos meus,/a quem vês arrojados no Jônio imenso,/e os soma aos teus deuses. Algum prestígio tenho/sobre o mar, se é que outrora fui concreta espuma/em sacro abismo e vem daí meu nome grego”/Anui Netuno à prece e deles retirou/o que era mortal e digna majestade/lhes concedeu, além de nome e face nova:/chamou o deus Palemon; Leucoteia, a mãe.— Ovídio. Metamorfoses, livro IV, 530

## Protetora
Na Odisseia, Homero relata que Leucoteia salvou a vida de Odisseu após Calipso o ter permitido regressar a casa e ter-lhe oferecido, para tal, uma jangada. Posídon ao ver a embarcação destruiu-a com a palma da mão. Odisseu submergiu-se pelo peso das suas ricas vestes, mas a sua grande fortaleza física permitiu-lhe desembaraçar-se do lastre antes de morrer afogado; quando chegou à superfície encontrou Leucoteia, que para despistar Posídon se disfarçou de gaivota.
Leucoteia entregou a Odisseu um velo mágico que, atado à cintura, o livraria de morrer afogado se se voltasse a submergir. Odisseu obedeceu-lhe e, em vez de se agarrar aos restos da embarcação, pode nadar para longe, o que fez que Posídon não pudesse localizá-lo.
Ino Cadmeia, já falante moça/De torneado pés, que entre as marinhas/Deusas é Leucoteia, amiserou-se/Do seu penar; do fundo na figura/De um mergulho saindo e na jangada/A revoar pousando: “Infeliz, disse,/Porque o Enosigeu te aflige e vexa?/Ruja, que não sucumbes. Sê cordato,/As vestes e o madeiro entrega às vagas;/Lança-te a nado à ilha, onde um refúgio/Se te destina; toma, e aos peitos esta/Cinge, para salvar-te, imortal banda./Ao negro ponto, às praias mal que atinjas,/Virando as costas, para trás a arrojes”´´.— Homero. Odisseia, livro V, 245

## Culto
Leucoteia tinha os seus altares junto aos de Posídon, sendo que o principal estava em Corinto. Tinha um santuário em Lacônia onde respondia a perguntas sobre os sonhos, sendo esta a sua forma de oráculo. Pode comparar-se Leucoteia com Losana, uma deusa etrusca
Os romanos adoravam-na com o nome de Mater Matuta e acudiam ao seu templo, em Roma para interceder pelos filhos dos parentes; nunca pelos próprios, pois Leucoteia fora violada e humilhada pelos seus filhos antes de ser imortal .

## Cantatas
Os compositores alemães Georg Philipp Telemann, Johann Philipp Kirnberger e Johann Christoph Friedrich Bach compuseram cantatas dedicadas a Ino a partir do poema do iluminismo alemão, inspirado nas Metamorfoses de Ovídio, de Karl Wilhelm Ramler.